# 氟钽酸钾
氟钽酸钾（Potassium fluorotantalate），分子式K2TaF7。分子量392.13。

## 性质
无色或白色正交针状结晶。相对密度4.56。熔点520°C。微溶于冷水和氢氟酸，可溶于热水。有毒。

## 制备
将粉碎后的钽铌矿用热浓硫酸与氢氟酸混酸溶解，经调节酸度和液-液萃取，分离出钽氟化物。使钽氟化物与氢氧化钾反应，得氟钽酸钾，再经冷却结晶、离心分离，得成品。
{\displaystyle \ 2HF+TaF_{5}+2KOH\rightarrow K_{2}TaF_{7}+2H_{2}O}

## 用途
用于制取金属钽。也用作催化剂、试剂。